# Expédition (nouvelle)
Pour les articles homonymes, voir Expédition.
Expédition (titre original : Expedition) est une micronouvelle humoristique de science-fiction de Fredric Brown.

## Publications
Entre 1957 et 2014, la nouvelle a été éditée à une trentaine de reprises dans des recueils de nouvelles ou des anthologies de science-fiction.

### Publications aux États-Unis
La nouvelle a été publiée en février 1957 dans The Magazine of Fantasy & Science Fiction no 69, sous le titre Expedition.
Elle a ensuite été régulièrement rééditée dans de nombreux recueils et diverses anthologies de Fredric Brown, notamment dans le recueil Nightmares and Geezenstacks (1961), traduit en France sous le titre Fantômes et Farfafouilles.

### Publications en France
La nouvelle a été publiée en France :
- dans le magazine Fiction no 52, OPTA, mars 1958, sous le titre Un homme d'expédition ;
- dans l'anthologie Histoires de cosmonautes (1974, rééditions en 1975, 1976, 1984 et 1986) ;
- à douze reprises dans le recueil Fantômes et Farfafouilles de 1963 à 2001.

### Publications dans d'autres pays européens
La nouvelle a été publiée :
- en Allemagne sous le titre Die Expedition (1963) ;
- aux Pays-Bas sous le titre Expeditie (1968) ;
- en Pologne sous le titre Dowódca (1983) ;
- en Italie sous le titre Spedizione  (1983).

## Résumé
Deux expéditions spatiales doivent être envoyées à un an d'intervalle pour coloniser Mars. Le premier vaisseau doit emporter 30 personnes. Comment répartir les astronautes par sexe ? Trente hommes et aucune femme ? Quinze hommes et quinze femmes ? ou alors, compte tenu de la sur-représentation des hommes sur les femmes dans l'Académie spatiale, vingt-cinq hommes et cinq femmes ? Pour couper court à toute critique, on opte finalement pour un tirage au sort. 
Violant les lois de la statistique, le tirage au sort désigne 29 femmes et un seul homme, Maxon. 
Le vaisseau quitte la Terre et se pose sur Mars. 
Lorsque le second vaisseau arrive sur Mars, il s'est écoulé 9 mois et 2 jours depuis le départ du premier astronef. Et là, les membres du second vaisseau découvrent que la population sur Mars compte 60 personnes : 30 adultes et 30 enfants, Maxon ayant inséminé la totalité des 29 femmes de l'expédition (et une femme ayant eu des jumeaux). 
Et voilà pourquoi Maxon a acquis son surnom de « Maxon le Puissant ».